# Матица чешская

Эмблема матицы чешской

Матица чешская (чеш. Matice česká) — чешское национальное культурно-просветительное общество. Основано в 1831 году Франтишеком Палацким при Национальном музее в Праге.
Вплоть до 1880-х годов это общество оказывало большое влияние на научную и культурную жизнь в чешских и моравских землях Австрийской империи, его куратором был граф Ян Гаррах, политик, общественный деятель и меценат.
Существовало на членские взносы и пожертвования. Занималось изданием произведений литературы на чешском языке (в том числе П. И. Шафарика, И. Юнгмана) и переводов произведений мировой литературы на чешский. С 1831 года также издавало журнал «Летопись Чешского музея» чеш. «Časopis Českého Muzeum» (в 1855—1921 годах журнал выходил под названием «Летопись музея Чешского королевства», чеш. «Časopis Muzea Královstvi Českého», а с 1924 — «Летопись Народного музея», чеш. «Časopis Národního Muzea»).
После Второй мировой войны просветительские функции чешской Матицы перешли к Обществу друзей Национального музея в Праге, а издательская деятельность (с 1950) — к самому Национальному музею.